# 羅馬高雄人
羅馬高雄人是一個Facebook的粉絲專頁，由曾擔任軍事雜誌編輯的李思平建立。該專頁以推廣介紹古羅馬建築、科技與軍事為主。而李思平也是高雄市中推廣羅馬文化LARP重演活動的人物之一。

## 簡介
羅馬高雄人先加入LARP宗親會這重演社團，之後在其中因為對羅馬文化的興趣，而建立羅馬高雄海洋軍團這一羅馬文化重演團。此重演團目前（2025）核心成員為20人，全部人數約有60-70人左右，主要活動於高雄市。成員時常一同舉辦、參與各式活動。

### 活動內容
重演團聚焦在西元一世紀開始，西羅馬帝國滅亡前的羅馬軍團這個歷史主題開展LARP遊戲活動，並與不同文化的重演團，重現文化間的戰鬥情況；與北部的LARP重演團偶爾會彼此合作與進行活動。
羅馬高雄人舉辦過羅馬LARP營隊，主要與安親班、補習班合作，課程是羅馬歷史的教學，以及讓學員穿戴仿製於古羅馬的軍事裝備來體驗；也有辦過客群為成年人的營隊。這類活動被部分單位列入課外社團活動，不過仍不被列入學習歷程中。
過往參加過其他活動，包含神鬼戰士二台灣首映會、台北地下街的奇幻市集、台北LARP遊行等等。曾與繪師Ironlily合作出版古羅馬士兵相關的歷史書籍。

## 外部連結
- 羅馬高雄人的Facebook專頁